# 山形蔵王インターチェンジ
山形蔵王インターチェンジ（やまがたざおうインターチェンジ）は、山形県山形市にある、山形自動車道のインターチェンジである。山形蔵王パーキングエリアを併設している
上下線とも、パーキングエリアを利用した後にインターチェンジから出ることは可能であるが、インターチェンジから入りパーキングエリアを利用することはできない構造になっている。
隣の関沢ICは村田JCT方面のみ通行可能なハーフインターチェンジとなっており、山形方面から出ることができないため、当ICが山形県側の最終出口となる。

## 歴史
- 1991年（平成3年）7月31日：関沢IC - 山形北IC間開通に伴い、供用開始（この時は暫定2車線で供用）[1]。
- 1998年（平成10年）9月11日：関沢IC - 山形蔵王IC間が4車線化される[1]。
- 2002年（平成14年）10月30日：山形蔵王IC - 山形北IC間が4車線化される[1]。

## 周辺
- 山形県庁
- 山形県警察本部
- 山形市立第一中学校
- 西蔵王高原ライン
- 蔵王温泉
- 唐松観音
- 蔵王ダム

## 接続する道路
- 直接接続
  - 国道286号

## 料金所
- ブース数：6

### 入口
- ブース数：2
  - ETC専用：1
  - 一般：1

### 出口
- ブース数：4
  - ETC専用：2
  - 自動精算機：1
  - 一般：1

## 隣
E48 山形自動車道
(3)関沢IC - (4)山形蔵王IC/山形蔵王PA - (5)山形北IC